# Alexandra Popp
Alexandra Ilonka Popp, född 6 april 1991 i Witten, är en tysk fotbollsspelare (anfallare) som spelar för VfL Wolfsburg.
Mellan 2010 och 2024 spelade Popp för Tysklands landslag. Mellan 2008 och 2012 spelade hon för klubblaget FCR 2001 Duisburg. Under sitt första år i klubben vann hon "dubbeln" tillsammans med laget då de vann både UEFA Women's Cup och den tyska cupen DFB-Pokal. Sedan 2012 spelar Popp för klubblaget VfL Wolfsburg.